# Холантрен
Холантре́н (или ХА) — полициклический ароматический углеводород, с формулой C20H14. Сильнейший канцероген, образующийся в результате риформинга бензантрацена при процессах сгорания топлива, нефтепродуктов, выхлопных газов, а также при сжигании бытового мусора и курении. В больших концентрациях обнаружен в смоге. Содержится в каменноугольной смоле.

## Физические свойства
Холантрен представляет собой твёрдое кристаллическое вещество оливково-зелёного цвета, плохо растворимое в воде, хорошо в органических растворителях — бензоле, толуоле, гексане. Имеет высокую температуру плавления и кипения. На воздухе горит сильно коптящим пламенем, зачастую не полностью сгорая образует угарный газ.